# 다고 사네카게
타고 사네카게(일본어: 多胡 真蔭 たご さねかげ[*], 생년 미상 ~ 교호 2년 12월 14일 (1718년 1월 15일))는 에도 시대 전기 무사이다. 츠와노번 카메이가의 에도가로이며 고쿠다카는 5백석이다. 통칭 게키(일본어: 外記 げき[*])이며, 슈스이시(主水)라고 기록되어있으나, 와전이다.
이와미국 츠와노번 초대 가로 타고 마사키요의 4남으로 태어났다. 쇼호 3년 (1644년) 9월에 2백석으로 불러들여, 번주 카메이 코레마사의 적남 코레토모 소속 가로가 되었다. 만지 3년 (1660년) 정월에 1백석 가증을 받지만, 간분 5년 (1665년) 7월, 부조법이 있어 하직을 청해, 15년간 교토에서 은거했다. 엔호 7년 (1679년), 다시 코레토모에게 불려와서, 전의 지행 그대로 가로직에 복귀하였다. 코레토모 사후에도 새로운 번주 카메이 코레치카를 모셨다. 조쿄 3년 (1686년) 7월에 카판역이 되었고, 후에 가증되어 도합 5백석이 되었다.
겐로쿠 11년 (1698년) 3월, 번주 코레치카가 칙사 (이 해에는 야나기와라 스케카도, 오기마치 사네토요)의 향응 역할을 맡았는데, 이때 키라 요시히사의 괴롭힘을 당하다 참다 못한 코레치카가 이 고충을 사네카게에게 말했다고 한다. 사네카네는 칼부림에 미치지 않도록 간하는 한편, 은밀히 금유역을 불러, 난도 금 1상자를 꺼내게 하고, 이를 "과자 하라씨권(菓子源氏巻)"이라 하여 키라 본 저택에 보내, 주군의 무례를 사과하고 지도 인수를 간청했다. 다음날부터 요시히사의 코레치카에 대한 태도가 갑자기 부드러워졌기 때문에 코레치카도 무사히 소임을 다 할 수 있었다고 한다. 이때의 일화가 모델이 되어 가부키 『카나데혼 츄신구라』의 모모이 와카사노스케 (카메이 코레치카)와 카코가와 혼죠 (타고 사네카게)가 탄생했다.
교호 2년 (1717년) 12월 14일에 사망했다. 시마네현 가노아시군 쓰와노정 우시로다의 요메이지에 묻혔다. 법명은 무위휴백거사(無為休伯居士).